# Eishockey bei den Olympischen Spielen
Im Rahmen des 6. Olympischen Kongresses 1914 wurde Eishockey neben anderen Wintersportarten als „fakultative Sportart“ in das olympische Programm aufgenommen. Entgegen der in Europa verbreiteten Variante, nach der mit einem Ball gespielt wurde, sahen die Regeln „Kanadisches Eishockey mit der Scheibe“ vor. Nachdem die Spiele der VI. Olympiade in Berlin aufgrund des Ersten Weltkrieges nicht stattgefunden hatten, erlebte dieser Sport im Jahre 1920 seine olympische Premiere, als er zusammen mit dem Eiskunstlauf den Wintersportbereich der Spiele der VII. Olympiade in Antwerpen repräsentierte. Bei den anschließenden Spielen der VIII. Olympiade 1924 war Eishockey erneut Bestandteil des Wintersportbereiches, der diesmal im ostfranzösischen Chamonix ausgetragen wurde und bei der 25. Session des IOC am 6. Mai 1926 seine rückwirkende Anerkennung als I. Olympische Winterspiele erfuhr. Auch bei sämtlichen nachfolgenden Winterspielen gehörte Eishockey zum Wettkampfkalender.
Nachdem bei Olympischen Spielen 78 Jahre lang ausschließlich die Herren Eishockey gespielt hatten, fand 1998 in Nagano erstmals das Fraueneishockey seine Berücksichtigung im olympischen Programm. Darüber hinaus ist seit 1994 Para-Eishockey paralympische Sportart.

## Übersicht der Wettbewerbe
| Wettbewerb             | 20 | 24 | 28 | 32 | 36 | 48 | 52 | 56 | 60 | 64 | 68 | 72 | 76 | 80 | 84 | 88 | 92 | 94 | 98 | 02 | 06 | 10 | 14 | 18 | 22 | 26 | 30 | Gesamt |
| ---------------------- | -- | -- | -- | -- | -- | -- | -- | -- | -- | -- | -- | -- | -- | -- | -- | -- | -- | -- | -- | -- | -- | -- | -- | -- | -- | -- | -- | ------ |
| Männer                 | •  | •  | •  | •  | •  | •  | •  | •  | •  | •  | •  | •  | •  | •  | •  | •  | •  | •  | •  | •  | •  | •  | •  | •  | •  |    |    | 25     |
| Frauen                 |    |    |    |    |    |    |    |    |    |    |    |    |    |    |    |    |    |    | •  | •  | •  | •  | •  | •  | •  |    |    | 7      |
| Anzahl der Wettbewerbe | 1  | 1  | 1  | 1  | 1  | 1  | 1  | 1  | 1  | 1  | 1  | 1  | 1  | 1  | 1  | 1  | 1  | 1  | 2  | 2  | 2  | 2  | 2  | 2  | 2  |    |    | 32     |

## Olympisches Eishockeyturnier der Männer
| Turnier                     | Finalstände           | Finalstände          | Finalstände           | Finalstände |
| Turnier                     | Gold                  | Silber               | Bronze                |             |
| --------------------------- | --------------------- | -------------------- | --------------------- | ----------- |
| Antwerpen 1920              | Kanada                | USA                  | Tschechoslowakei      |             |
| Chamonix 1924               | Kanada                | USA                  | Großbritannien        |             |
| St. Moritz 1928             | Kanada                | Schweden             | Schweiz               |             |
| Lake Placid 1932            | Kanada                | USA                  | Deutschland           |             |
| Garmisch-Partenkirchen 1936 | Großbritannien        | Kanada               | USA                   |             |
| St. Moritz 1948             | Kanada                | Tschechoslowakei     | Schweiz               |             |
| Oslo 1952                   | Kanada                | USA                  | Schweden              |             |
| Cortina d’Ampezzo 1956      | Sowjetunion           | USA                  | Kanada                |             |
| Squaw Valley 1960           | USA                   | Kanada               | Sowjetunion           |             |
| Innsbruck 1964              | Sowjetunion           | Schweden             | Tschechoslowakei      |             |
| Grenoble 1968               | Sowjetunion           | Tschechoslowakei     | Kanada                |             |
| Sapporo 1972                | Sowjetunion           | USA                  | Tschechoslowakei      |             |
| Innsbruck 1976              | Sowjetunion           | Tschechoslowakei     | BR Deutschland        |             |
| Lake Placid 1980            | USA                   | Sowjetunion          | Schweden              |             |
| Sarajevo 1984               | Sowjetunion           | Tschechoslowakei     | Schweden              |             |
| Calgary 1988                | Sowjetunion           | Finnland             | Schweden              |             |
| Albertville 1992            | Vereintes Team        | Kanada               | Tschechoslowakei      |             |
| Lillehammer 1994            | Schweden              | Kanada               | Finnland              |             |
| Nagano 1998                 | Tschechische Republik | Russische Föderation | Finnland              |             |
| Salt Lake City 2002         | Kanada                | USA                  | Russische Föderation  |             |
| Turin 2006                  | Schweden              | Finnland             | Tschechische Republik |             |
| Vancouver 2010              | Kanada                | USA                  | Finnland              |             |
| Sotschi 2014                | Kanada                | Schweden             | Finnland              |             |
| Pyeongchang 2018            | OA aus Russland       | Deutschland          | Kanada                |             |
| Peking 2022                 | Finnland              | ROC                  | Slowakei              |             |

### Ewiger Medaillenspiegel
Stand: 2022
| Rang | Land                                                                                              | Goldmedaille | Silbermedaille | Bronzemedaille | Gesamt |
| ---- | ------------------------------------------------------------------------------------------------- | ------------ | -------------- | -------------- | ------ |
| 1    | / Kanada                                                                                          | 9            | 4              | 3              | 16     |
| 2    | Sowjetunion (davon Vereintes Team)                                                                | 8 (1)        | 1 (–)          | 1 (–)          | 10 (1) |
| 3    | Vereinigte Staaten                                                                                | 2            | 8              | 1              | 11     |
| 4    | Schweden                                                                                          | 2            | 3              | 4              | 9      |
| 5    | Russische Föderation (davon OA aus Russland) (davon ROC)                                          | 1 (1) (–)    | 1 (–) (1)      | 1 (–)          | 3 (1)  |
| 6    | Finnland                                                                                          | 1            | 2              | 4              | 6      |
| 7    | Tschechische Republik                                                                             | 1            | –              | 1              | 2      |
|      | Großbritannien                                                                                    | 1            | –              | 1              | 2      |
| 9    | Tschechoslowakei                                                                                  | –            | 4              | 4              | 8      |
| 10   | Deutschland (gesamt) (davon Deutsches Reich) (davon BR Deutschland) (davon Deutschland seit 1992) | – (–)        | 1 (–) (1)      | 2 (1) (–)      | 3 (1)  |
| 11   | Schweiz                                                                                           | –            | –              | 2              | 2      |
| 12   | Slowakei                                                                                          | –            | –              | 1              | 1      |

### Teilnahmen und Erfolge
| Nation                           | 20 | 24 | 28 | 32 | 36 | 48 | 52 | 56 | 60 | 64 | 68 | 72 | 76 | 80 | 84 | 88 | 92 | 94 | 98 | 02 | 06 | 10 | 14 | 18 | 22 | Teil- nahmen |
| -------------------------------- | -- | -- | -- | -- | -- | -- | -- | -- | -- | -- | -- | -- | -- | -- | -- | -- | -- | -- | -- | -- | -- | -- | -- | -- | -- | ------------ |
| Australien                       | –  | –  | –  | –  | –  | –  | –  | –  | 9  | –  | –  | –  | –  | –  | –  | –  | –  | –  | –  | –  | –  | –  | –  | –  | –  | 1            |
| Belarus                          |    |    |    |    |    |    |    |    |    |    |    |    |    |    |    |    |    | –  | 7  | 4  | –  | 9  | –  | –  | –  | 3            |
| Belgien                          | 7  | 7  | 8  | –  | 14 | –  | –  | –  | –  | –  | –  | –  | –  | –  | –  | –  | –  | –  | –  | –  | –  | –  | –  | –  | –  | 4            |
| Bulgarien                        | –  | –  | –  | –  | –  | –  | –  | –  | –  | –  | –  | –  | 12 | –  | –  | –  | –  | –  | –  | –  | –  | –  | –  | –  | –  | 1            |
| Volksrepublik China              | –  | –  | –  | –  | –  | –  | –  | –  | –  | –  | –  | –  | –  | –  | –  | –  | –  | –  | –  | –  | –  | –  | –  | –  | 12 | 1            |
| Dänemark                         | –  | –  | –  | –  | –  | –  | –  | –  | –  | –  | –  | –  | –  | –  | –  | –  | –  | –  | –  | –  | –  | –  | –  | –  | 7  | 1            |
| / Deutschland                    | –  | –  | 10 | 3  | 5  |    |    |    |    |    |    |    |    |    |    |    | 6  | 7  | 9  | 8  | 10 | 11 | –  | 2  | 10 | 11           |
| BR Deutschland                   |    |    |    |    |    | –  | 8  |    |    |    | 7  | 7  | 3  | 10 | 5  | 5  |    |    |    |    |    |    |    |    |    | 7            |
| / Gesamtdeutsche Mannschaft      |    |    |    |    |    |    |    | 6  | 6  | 7  |    |    |    |    |    |    |    |    |    |    |    |    |    |    |    | 3            |
| DDR                              |    |    |    |    |    |    |    |    |    |    | 8  | –  | –  | –  | –  | –  |    |    |    |    |    |    |    |    |    | 1            |
| Finnland                         | –  | –  | –  | –  | –  | –  | 7  | –  | 7  | 6  | 5  | 5  | 4  | 4  | 6  | 2  | 7  | 3  | 3  | 6  | 2  | 3  | 3  | 6  | 1  | 18           |
| Frankreich                       | 6  | 6  | 5  | –  | 10 | –  | –  | –  | –  | –  | 14 | –  | –  | –  | –  | 11 | 8  | 10 | 11 | 14 | –  | –  | –  | –  | –  | 10           |
| Großbritannien                   | –  | 3  | 4  | –  | 1  | 5  | –  | –  | –  | –  | –  | –  | –  | –  | –  | –  | –  | –  | –  | –  | –  | –  | –  | –  | –  | 4            |
| Italien                          | –  | –  | –  | –  | 11 | 8  | –  | 7  | –  | 15 | –  | –  | –  | –  | 9  | –  | 12 | 9  | 12 | –  | 11 | –  | –  | –  | –  | 9            |
| Japan                            | –  | –  | –  | –  | 12 | –  | –  | –  | 8  | 11 | 10 | 9  | 9  | 12 | –  | –  | –  | –  | 13 | –  | –  | –  | –  | –  | –  | 8            |
| Jugoslawien                      | –  | –  | –  | –  | –  | –  | –  | –  | –  | 14 | 9  | 11 | 10 | –  | 11 | –  | –  | –  | –  | –  |    |    |    |    |    | 5            |
| / Kanada                         | 1  | 1  | 1  | 1  | 2  | 1  | 1  | 3  | 2  | 4  | 3  | –  | –  | 6  | 4  | 4  | 2  | 2  | 4  | 1  | 7  | 1  | 1  | 3  | 6  | 23           |
| Kasachstan                       |    |    |    |    |    |    |    |    |    |    |    |    |    |    |    |    |    | –  | 8  | –  | 9  | –  | –  | –  | –  | 2            |
| Lettland                         | –  | –  | –  | –  | 15 |    |    |    |    |    |    |    |    |    |    |    | –  | –  | –  | 9  | 12 | 12 | 8  | –  | 11 | 6            |
| Niederlande                      | –  | –  | –  | –  | –  | –  | –  | –  | –  | –  | –  | –  | –  | 9  | –  | –  | –  | –  | –  | –  | –  | –  | –  | –  | –  | 1            |
| Norwegen                         | –  | –  | –  | –  | –  | –  | 9  | –  | –  | 10 | 11 | 8  | –  | 11 | 12 | 12 | 9  | 11 | –  | –  | –  | 10 | 12 | 8  | –  | 12           |
| Österreich                       | –  | –  | 6  | –  | 7  | 7  | –  | 10 | –  | 13 | 13 | –  | 8  | –  | 10 | 9  | –  | 12 | 14 | 12 | –  | –  | 10 | –  | –  | 13           |
| Polen                            | –  | –  | 9  | 4  | 9  | 6  | 6  | 8  | –  | 9  | –  | 6  | 6  | 7  | 8  | 10 | 11 | –  | –  | –  | –  | –  | –  | –  | –  | 13           |
| Rumänien                         | –  | –  | –  | –  | –  | –  | –  | –  | –  | 12 | 12 | –  | 7  | 8  | –  | –  | –  | –  | –  | –  | –  | –  | –  | –  | –  | 4            |
| Russland / OA aus Russland / ROC |    |    |    |    |    |    |    |    |    |    |    |    |    |    |    |    |    | 4  | 2  | 3  | 4  | 6  | 5  | 1  | 2  | 8            |
| Sowjetunion / Vereintes Team     | –  | –  | –  | –  | –  | –  | –  | 1  | 3  | 1  | 1  | 1  | 1  | 2  | 1  | 1  | 1  |    |    |    |    |    |    |    |    | 10           |
| Schweden                         | 4  | 4  | 2  | –  | 5  | 4  | 3  | 4  | 5  | 2  | 4  | 4  | –  | 3  | 3  | 3  | 5  | 1  | 8  | 5  | 1  | 5  | 2  | 5  | 4  | 23           |
| Schweiz                          | 5  | 8  | 3  | –  | 13 | 3  | 5  | 9  | –  | 8  | –  | 10 | 11 | –  | –  | 8  | 10 | –  | –  | 11 | 6  | 8  | 9  | 10 | 8  | 18           |
| Slowakei                         |    |    |    |    |    |    |    |    |    |    |    |    |    |    |    |    |    | 6  | 10 | 13 | 5  | 4  | 11 | 11 | 3  | 8            |
| Slowenien                        |    |    |    |    |    |    |    |    |    |    |    |    |    |    |    |    |    | –  | –  | –  | –  | –  | 7  | 9  | –  | 2            |
| Südkorea                         | –  | –  | –  | –  | –  | –  | –  | –  | –  | –  | –  | –  | –  | –  | –  | –  | –  | –  | –  | –  | –  | –  | –  | 12 | –  | 1            |
| Tschechien                       |    |    |    |    |    |    |    |    |    |    |    |    |    |    |    |    |    | 5  | 1  | 7  | 3  | 7  | 6  | 4  | 9  | 8            |
| Tschechoslowakei                 | 3  | 5  | 7  | –  | 4  | 2  | 4  | 5  | 4  | 3  | 2  | 3  | 2  | 5  | 2  | 6  | 3  |    |    |    |    |    |    |    |    | 16           |
| Ukraine                          |    |    |    |    |    |    |    |    |    |    |    |    |    |    |    |    |    | –  | –  | 10 | –  | –  | –  | –  | –  | 1            |
| Ungarn                           | –  | –  | 11 | –  | 8  | –  | –  | –  | –  | 16 | –  | –  | –  | –  | –  | –  | –  | –  | –  | –  | –  | –  | –  | –  | –  | 3            |
| Vereinigte Staaten               | 2  | 2  | –  | 2  | 3  | –  | 2  | 2  | 1  | 5  | 6  | 2  | 5  | 1  | 7  | 7  | 4  | 8  | 6  | 2  | 8  | 2  | 4  | 7  | 5  | 23           |
|                                  |    |    |    |    |    |    |    |    |    |    |    |    |    |    |    |    |    |    |    |    |    |    |    |    |    |              |
| Anzahl Teilnehmer:               | 7  | 8  | 11 | 4  | 15 | 8  | 9  | 10 | 9  | 16 | 14 | 11 | 12 | 12 | 12 | 12 | 12 | 12 | 14 | 14 | 12 | 12 | 12 | 12 | 12 |              |

: Für das Turnier qualifiziert
?: Aktuell in der Qualifikation

## Olympisches Eishockeyturnier der Frauen
| Turnier             | Finalstände        | Finalstände        | Finalstände        | Finalstände |
| Turnier             | Gold               | Silber             | Bronze             |             |
| ------------------- | ------------------ | ------------------ | ------------------ | ----------- |
| Nagano 1998         | Vereinigte Staaten | Kanada             | Finnland           |             |
| Salt Lake City 2002 | Kanada             | Vereinigte Staaten | Schweden           |             |
| Turin 2006          | Kanada             | Schweden           | Vereinigte Staaten |             |
| Vancouver 2010      | Kanada             | Vereinigte Staaten | Finnland           |             |
| Sotschi 2014        | Kanada             | Vereinigte Staaten | Schweiz            |             |
| Pyeongchang 2018    | Vereinigte Staaten | Kanada             | Finnland           |             |
| Peking 2022         | Kanada             | Vereinigte Staaten | Finnland           |             |

### Ewiger Medaillenspiegel
Stand: 2022
| Rang | Land               | Goldmedaille | Silbermedaille | Bronzemedaille | Gesamt |
| ---- | ------------------ | ------------ | -------------- | -------------- | ------ |
| 1    | Kanada             | 5            | 2              | –              | 7      |
| 2    | Vereinigte Staaten | 2            | 4              | 1              | 7      |
| 3    | Schweden           | –            | 1              | 1              | 2      |
| 4    | Finnland           | –            | –              | 4              | 4      |
| 5    | Schweiz            | –            | –              | 1              | 1      |

### Teilnahmen und Erfolge
| Land                                                                | 98 | 02 | 06 | 10 | 14  | 18 | 22 | Teil- nahmen |
| ------------------------------------------------------------------- | -- | -- | -- | -- | --- | -- | -- | ------------ |
| Volksrepublik China                                                 | 4  | 7  | –  | 7  | –   | –  | 9  | 4            |
| Dänemark                                                            | –  | –  | –  | –  | –   | –  | 10 | 1            |
| Deutschland                                                         | –  | 6  | 5  | –  | 6   | –  | –  | 3            |
| Finnland                                                            | 3  | 4  | 4  | 3  | 5   | 3  | 3  | 7            |
| Italien                                                             | –  | –  | 8  | –  | –   | –  | –  | 1            |
| Japan                                                               | 6  | –  | –  | –  | 7   | 6  | 6  | 4            |
| Kanada                                                              | 2  | 1  | 1  | 1  | 1   | 2  | 1  | 7            |
| Kasachstan                                                          | –  | 8  | –  | –  | –   | –  | –  | 1            |
| Russland Olympische Athleten aus Russland Russian Olympic Committee | –  | 5  | 6  | 6  | DSQ | 4  | 5  | 6            |
| Schweden                                                            | 5  | 3  | 2  | 4  | 4   | 7  | 8  | 7            |
| Schweiz                                                             | –  | –  | 7  | 5  | 3   | 5  | 4  | 5            |
| Slowakei                                                            | –  | –  | –  | 8  | –   | –  | –  | 1            |
| Tschechien                                                          | –  | –  | –  | –  | –   | –  | 7  | 1            |
| Korea                                                               | –  | –  | –  | –  | –   | 8  | –  | 1            |
| Vereinigte Staaten                                                  | 1  | 2  | 3  | 2  | 2   | 1  | 2  | 7            |
|                                                                     |    |    |    |    |     |    |    |              |
| Anzahl Teilnehmer:                                                  | 6  | 8  | 8  | 8  | 8   | 8  | 10 |              |